# San Jorge luchando con el dragón (Tintoretto)
San Jorge luchando con el dragón es un cuadro del pintor Italiano Tintoretto. Está realizado en óleo sobre lienzo. Mide 157 cm (centímetros) de alto y 100 cm de ancho. Fue pintado hacia 1550-1560. En 1831, fue adquirido por la National Gallery de Londres, Reino Unido, donde se exhibe con el título de Saint George and the Dragon.
Representa un episodio popularizado por la Leyenda dorada de Jacobo de la Vorágine: La leyenda del dragón relacionada con el santo Jorge de Capadocia. Un dragón hace un nido en la fuente que provee de agua a una ciudad. Como consecuencia, los ciudadanos debían apartar diariamente el dragón de la fuente para conseguir agua, lo que conseguían mediante la ofrenda de un sacrificio humano que se decidía al azar entre los habitantes. Un día resultó seleccionada la hija del rey. Cuando estaba a punto de ser devorada por el dragón, aparece San Jorge, oficial romano en Capadocia, se enfrenta con el dragón, lo mata y salva a la princesa. Los agradecidos ciudadanos abandonan el paganismo y abrazan el cristianismo.
La batalla entre San Jorge y el Dragón simbolizaba la lucha entre el bien y el mal, con triunfo del primero. Era un tema clásico en la pintura occidental. Es un lienzo de pequeño tamaño (158 × 100 cm) que sugiere que fue pintado para devoción doméstica. Fue documentado por ver primera en 1648 en el Palacio Correr de Venecia, pero no se sabe si se hizo para la familia Correr.
Domina la composición la figura de la princesa en el primer plano. Mira hacia atrás, atrayendo con su mirada la del espectador hasta la figura de san Jorge que lucha con el dragón, y el mar al fondo.
El tema está tratado de forma muy diferente a las representaciones anteriores, con un gran dinamismo entre las direcciones opuestas de la princesa, que parece que va a salir por el lado inferior derecho del cuadro, y la dirección del caballero, hacia la izquierda. Se trataría de una composición centrífuga, en zigzag, opuesta al estilo del Alto Renacimiento y que acerca la obra al barroco.
Hay cierta teatralidad en la escena, muy al gusto de la nobleza veneciana, como puede verse en el viento que azota la capa de la princesa y en la aparición en lo alto de Dios Padre bendiciendo la victoria del santo sobre el dragón.
Inusual es también la presencia de un cadáver con los brazos extendidos, en la postura de Jesucristo crucificado, puesto que no aparece en las representaciones tradicionales de san Jorge. Se cree que con ello pretende establecer un paralelismo entre san Jorge vencedor del mal y Jesucristo.
Los ricos verdes del paisaje se consigue gracias a la malaquita. Los artistas de la época no solían usarla como pigmento. Pero resulta básica en la obra de Tintoretto.
También es propio de este pintor el uso de destellos de luz como los que pueden verse en la figura de Dios Padre, lo que contribuye a la teatralidad del cuadro.
En el Museo del Louvre, se conserva un estudio preliminar.